# سمیر ایاس
سمیر ایاس (عربی: سمير أحمد أياس؛ زادهٔ ۲۴ دسامبر ۱۹۹۰) بازیکن فوتبال اهل لبنان-بلغارستان است.
از باشگاه‌هایی که در آن بازی کرده‌است می‌توان به باشگاه فوتبال زسکا صوفیه اشاره کرد.
وی همچنین در تیم‌های ملی فوتبال زیر ۲۱ سال بلغارستان و لبنان بازی کرده‌است.